# 음력 1월 19일
음력 1월 19일은 음력 1월의 19번째 날이다.

## 사건
- 2008년 - 대한민국 제17대 이명박 대통령 취임.

## 탄생
- 1979년 - 대한민국의 야구인 김병현.
- 1985년 - 대한민국의 희극인 장도연.

## 사망
- 2025년
  - 대한민국의 인권운동가 길원옥.
  - 대한민국의 배우 김새론.

## 같이 보기
- 음력 360일: 1월 2월 3월 4월 5월 6월 7월 8월 9월 10월 11월 12월
- 전날:1월 18일 다음날:1월 20일 - 전달:12월 19일 다음달:2월 19일
- 양력:1월 19일
- 음력, 윤달